# 内島萌夏
内島 萌夏（うちじま もゆか、2001年8月11日 - ）は、静岡県袋井市出身の日本の女子プロテニス選手。WTAランキング自己最高位はシングルス47位、ダブルス101位。右利き、バックハンド・ストロークは両手打ち。一ツ葉高等学校卒業。

## 来歴

### アマ時代
父親は日本人、母親はマレーシア人である。父親が仕事でマレーシアに赴任していた時にマレーシアで生まれた。出身地は静岡県袋井市とされる。日本帰国後にテニスを始め、小平市立小平第六小学校を卒業。小平市立小平第二中学校在学中の2016年には全国中学生テニス選手権大会のシングルスとダブルス双方で優勝した。
通信制の一ツ葉高等学校に進学し、2017年には全日本ジュニアテニス選手権18歳以下の部で優勝した。2018年全豪オープンジュニア女子シングルスでは2回戦で敗れた。
2018年4月には16歳ながらフェドカップ日本代表チームのサポートメンバーとして帯同した。同年5月にはITF女子サーキットのカンガルーカップ国際女子オープンテニスにワイルドカードで出場し、穂積絵莉、岡村恭香、小堀桃子、アビー・マイヤーズを破って決勝に進出。決勝では奈良くるみに敗れたが準優勝を果たした。
2018年全米オープンジュニア女子シングルスではベスト16となったが、カミラ・オソリオに敗れた。2019年全豪オープンジュニア女子シングルスでは2回戦でレイラ・フェルナンデスに敗れた。

### プロ転向後
2019年4月にプロ転向した。2019年9月のジャパン女子オープンテニスではワイルドカードを得て、林恵里奈とのペアでWTAツアーデビューを果たした。2019年10月、W15ホアヒン大会ではITF女子ワールドテニスツアー初優勝を飾った。
2021年8月にはW15モナスティル大会でITFツアー2度目の優勝を飾り、翌9月には同開催地で3度目の優勝を飾った。2022年3月にはW60キャンベラ大会に出場し、内藤祐希とペアを組んだダブルスでは準優勝、シングルスでは4度目の優勝を飾った。
2022年4月にはビリー・ジーン・キング・カップアジア・オセアニア地区を戦う日本代表チームに初選出され、インドネシア代表のファドナ・ティタルヤナ・クスマワティ戦で日本代表デビューした。ニュージーランド代表戦にはエースとして出場し、ペイジュ・ハウリガンに圧勝してデビューから2連勝を飾った。

### 2024年 トップ100入り
2024年5月にITFの大会で3週連続優勝を達成。5月20日付のランキングで80位となりトップ100入りを果たす。全仏オープンで初めてグランドスラムで初戦突破し2回戦まで進出。全米オープンでも初戦突破し2回戦まで進出した。

### 2025年 トップ50入り
4月にWTA1000のムチュア・マドリード・オープンで、3回戦で世界ランキング3位のジェシカ・ペグラに勝ち対トップ10初勝利を挙げるなど勝ち進みベスト8まで進出。5月5日付のランキングで47位となりトップ50入りを果たす。

## 4大大会シングルス成績
略語の説明
| W | F | SF | QF | #R | RR | Q# | LQ | A | Z# | PO | G | S | B | NMS | P | NH |

W=優勝, F=準優勝, SF=ベスト4, QF=ベスト8, #R=#回戦敗退, RR=ラウンドロビン敗退, Q#=予選#回戦敗退, LQ=予選敗退, A=大会不参加, Z#=デビスカップ/BJKカップ地域ゾーン, PO=デビスカップ/BJKカッププレーオフ, G=オリンピック金メダル, S=オリンピック銀メダル, B=オリンピック銅メダル, NMS=マスターズシリーズから降格, P=開催延期, NH=開催なし.
| 大会           | 2022 | 2023 | 2024 | 2025 | 通算成績 |
| -------------- | ---- | ---- | ---- | ---- | -------- |
| 全豪オープン   | A    | 1R   | Q2   | 2R   | 1–2      |
| 全仏オープン   | Q3   | Q3   | 2R   | 1R   | 1–2      |
| ウィンブルドン | Q1   | Q2   | 1R   |      | 0–1      |
| 全米オープン   | Q3   | Q3   | 2R   |      | 1–1      |